# Präsident der Tunesischen Republik
Der Präsident der Tunesischen Republik ist seit der Gründung der Republik am 25. Juli 1957 das Staatsoberhaupt Tunesiens. Er ist das Oberhaupt der Exekutive und regiert das Land zusammen mit dem Premierminister, der formell der Regierungschef ist. Der Präsident ist darüber hinaus Oberbefehlshaber der tunesischen Streitkräfte. Bis zur Revolution in Tunesien 2010/2011 und der Flucht des Präsidenten Ben Ali regierten die tunesischen Präsidenten weitgehend autokratisch und faktisch ohne Gewaltenteilung, indem sie nicht nur der ausführenden Gewalt vorstanden, sondern auch den Gesetzgebungsprozess steuerten und der Judikative vorstanden. Am Tag nach der Flucht Ben Alis wurde der bisherige Präsident der Abgeordnetenkammer Interims-Präsident, der, ebenfalls interimistisch, nach der Wahl zur Verfassunggebenden Versammlung Tunesiens 2011, von Moncef Marzouki abgelöst wurde. Beide hatten nur geringe Kompetenzen; die politische Macht lag bei der verfassunggebenden Versammlung, die am 26. Januar 2014 eine neue Verfassung beschloss, in der die Stellung des Präsidenten neu geregelt wurde als Inhaber der Exekutivgewalt, der ein starkes Parlament als Gegenüber hat (semi-präsidentielles Regierungssystem). Dieser Präsident wurde erstmals demokratisch in einer Wahl durch die Staatsbürger am 23. November und 21. Dezember 2014 gewählt. Bei der Stichwahl am 21. Dezember setzte sich Beji Caid Essebsi gegen den Amtsinhaber Moncef Marzouki durch und war vom 31. Dezember 2014 bis zu seinem Tod der erste in freier Wahl direkt vom Volk gewählte Präsident Tunesiens.
Seit es dieses Amt gibt, wurde es von fünf Personen ausgeübt. Der erste Amtsinhaber war Habib Bourguiba, welcher das Amt bis zum unblutigen Staatsstreich vom 7. November 1987 innehatte. Seitdem wurde es von Zine el-Abidine Ben Ali geführt. Nach dessen Flucht aus dem Land am 14. Januar 2011 wurde das Amt kommissarisch von Premierminister Mohamed Ghannouchi ausgeübt. Am 15. Januar 2011 übernahm der Präsident der Abgeordnetenkammer, Fouad Mebazaa, das Amt geschäftsführend. Alle vier waren Mitglieder des Rassemblement constitutionnel démocratique bzw. dessen Vorgängerorganisationen Neo-Destour und Parti Socialiste Destourien. Am 23. November 2011 wurde der Vorsitzende des CPR Moncef Marzouki von der verfassungsgebenden Versammlung zum interimistischen Präsidenten des Landes gewählt.

## Vorgeschichte
Die 1920 gegründete nationalistische Destur-Partei forderte schon früh die Ausarbeitung einer Verfassung, die jedoch die damals bestehende Monarchie nicht antasten sollte. Auch nach Gründung der Nachfolgepartei Néo-Destour im Jahre 1934 unter Führung von Habib Bourguiba änderte sich diese Haltung nicht.
Der Parteikongress im November 1955 forderte, baldmöglichst Wahlen zu einer verfassunggebenden Versammlung anzusetzen und auf der Basis einer konstitutionellen Monarchie eine neue Regierungsform aufzubauen, die die Souveränität des Volkes und die Gewaltenteilung respektiert.
Das Geschlecht der Husainiden, das Tunesien damals regierte, war jedoch größtenteils türkischen Ursprunges. Es identifizierte sich nicht mit dem Land; die Tunesier betrachteten sie als Herrscher, die hohe Steuern eintrieben und sich ausländischer Armeen bedienten, um Aufstände niederzuschlagen.
Am 29. Dezember 1955 unterschrieb Lamine Bey das Dekret, das zur Wahl der verfassungsgebenden Versammlung aufrief.
Habib Bourguiba bildete als Premierminister die erste Regierung des Landes. Die Privilegien der Husainiden wurden in der Folge abgeschafft, die wirtschaftliche Gebarung der königlichen Familie wurde dem Finanzministerium untergeordnet. In der Néo-Destour-Partei setzte sich mehr und mehr die Ansicht durch, das die Beys an der Spitze des Staates einen Bruch in der nationalen Einheit darstellten.
Die Ausrufung der Republik wurde somit beschlossen und sollte ursprünglich am 1. Juni 1957, dem zweiten Jahrestag der Rückkehr Bourguibas nach Tunesien, stattfinden. Dies wurde jedoch zunächst durch eine Krise rund um die Einstellung der französischen Wirtschaftshilfe vereitelt.
Eine außerordentliche Sitzung der verfassungsgebenden Versammlung wurde schließlich für den 25. Juli im Thronsaal des Bardo-Palastes einberufen. Die Monarchie wurde mit einstimmigem Beschluss abgeschafft und eine republikanische Regierungsform eingeführt;
die Macht übernahm Néo-Destour allein.
Die Besitztümer des Bey wurden konfisziert und zur Begleichung von Staatsschulden verwendet.
Bourguiba wurde mit der Funktion des Präsidenten bis zur Annahme einer neuen Verfassung betraut.

## Stellung des Präsidenten vor der Revolution

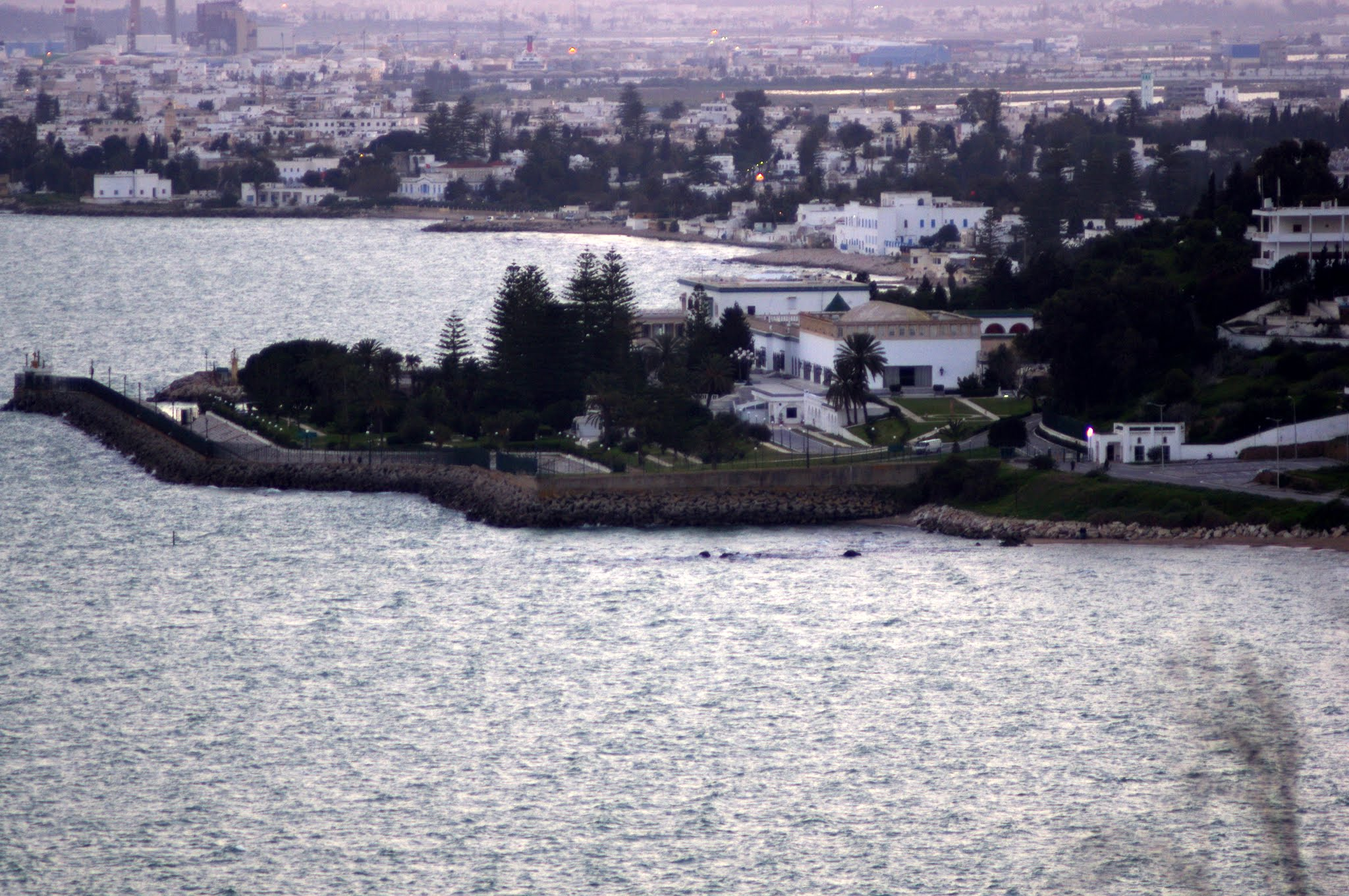
Der Präsidentenpalast Palais de Carthage

Der Präsident wurde gemäß der bis 2011 geltenden Verfassung in allgemeinen, direkten Wahlen für eine Dauer von fünf Jahren gewählt.
Er war nach der Verfassungsänderung von 2002 unbegrenzt wiederwählbar. Davor durfte eine Person nur vier, später drei Amtszeiten das Amt einnehmen, zwischen 1975 und 1988 galt jedoch die Präsidentschaft auf Lebenszeit. Internationale Medien, Menschenrechtsorganisationen, der französische Menschenrechtsbeirat und die amerikanische Regierung waren sich einig, dass die Wahl des Präsidenten nicht als frei einzustufen sei, weil die Regierungspartei Rassemblement constitutionnel démocratique weitgehende Kontrolle über die Medien ausübte und oppositionelle Gruppen unterdrückt wurden.
Sitz des Präsidenten ist das Palais de Carthage, etwa 15 km von Tunis entfernt auf einer Landzunge an der Küste gelegen. Der Komplex entstand ursprünglich als Sitz des Premierministers Mustafa Khaznadar und wurde 1943 zum Sitz des von Frankreich bestellten Generalsekretärs der tunesischen Regierung. Unter Präsident Bourguiba wurde das heutige Gebäude 1960–69 in maurischem Stil als Präsidentenpalast neu errichtet.

### Präsidentschaftswahlen

#### Voraussetzungen zur Kandidatur
Artikel 40 der bis 2011 geltenden Verfassung erlaubte es jedem Bürger Tunesiens, der sich zum Islam bekennt, und der selbst, dessen Eltern und Großeltern ohne Unterbrechung tunesische Staatsbürger waren, zur Präsidentschaft zu kandidieren. Der Kandidat musste zwischen 40 und 75 Jahren alt sein (70 Jahre zwischen 1988 und 2002), wobei der Stichtag jener Tag war, an dem er seine Kandidatur einreichte. Er musste über alle zivilen und politischen Rechte verfügen.
Darüber hinaus musste er 5000 Dinare als Kaution hinterlegen, die er nach den Wahlen nur zurückbekam, wenn er mindestens 3 Prozent der Stimmen auf sich vereinigen konnte. Um seine Kandidatur einzureichen, musste der Kandidat eine Geburtsurkunde, die nicht älter als ein Jahr sein durfte, und die Staatsbürgerschaftsbestätigungen seiner selbst, seiner Eltern und Großeltern einreichen; diese Dokumente musste das Justizministerium ausfertigen.
Die Frist für die Kandidatur lief im zweiten Monat vor der Präsidentschaftswahl ab. Die Kandidatur musste von mindestens dreißig Mitgliedern des tunesischen Parlamentes oder Präsidenten der Gemeinderäte unterstützt werden, wobei jeder Unterstützungsberechtigte nur einen potentiellen Kandidaten seine Unterstützung erteilen konnte. Diese Bestimmung war 1976 eingeführt worden, nachdem Chedly Zouiten seine Kandidatur gegen Bourguiba bei den Wahlen 1974 angekündigt hatte. Die Kandidatur wurde in der Folge vom Verfassungsrat aufgenommen; das Organ gab es seit 1987 und bestand aus neun Mitgliedern, wovon vier durch den Staatspräsidenten selbst und zwei vom Präsidenten der Abgeordnetenkammer ernannt wurden. Nur der Präsident selbst durfte den Verfassungsrat anrufen; die Entscheidungen dieses Gremiums waren Urteile, die das Siegel des Präsidenten trugen. Der Verfassungsrat entschied mit einfacher Mehrheit hinter verschlossenen Türen über die Gültigkeit der Kandidatur.
Vor der Verfassungsreform vom 2002 hatte die Entscheidung über die Gültigkeit ein Gremium aus dem Parlamentspräsidenten, dem Mufti von Tunesien, dem ersten Präsidenten des Verwaltungsgerichtes, dem ersten Präsidenten des Berufungsgerichts von Tunis und dem Generalstaatsanwalt der Republik gelegen.
Nach Ablauf der Frist für die Kandidatur konnte man eine einmal abgegebene Kandidatur nicht mehr zurückziehen.
Der Verfassungsrat verkündete auch das Ergebnis der Wahlen und beantwortete Gesuche, die gemäß dem Wahlgesetzbuch gestellt werden konnten.
Bis zur Revolution 2011 hatte nur die Regierungspartei Rassemblement constitutionnel démocratique des damaligen Präsidenten Ben Ali die notwendige Anzahl an Abgeordneten, um die Unterstützungserklärungen für den Präsidentschaftskandidaten zu liefern. Keine der Oppositionsgruppen hatte diese Möglichkeit. Um trotzdem formal-pluralistische Wahlen zu ermöglichen, wurde am 30. Juni 1999 ein Verfassungsgesetz verabschiedet, welches für die Wahlen 1999 ausnahmsweise den Artikel 40 änderte. So wurden auch Kandidaten zugelassen, die Vorsitzende einer am Wahltag mindestens fünf Jahre existierenden politischen Partei waren, die mindestens einen Parlamentssitz innehatte. Ahmed Néjib Chebbi von der Parti Démocratique Progressiste und Mohamed Harmel des Mouvement Ettajdid waren somit von der Wahl ausgeschlossen. Im Jahr 2003 wurde erneut ausnahmsweise ein Verfassungsgesetz beschlossen, welches den fünf im Parlament vertretenen Oppositionsparteien erlaubte, einen Kandidaten ihrer Wahl für die Wahl 2004 zu ernennen.
Der Kandidat musste nun nicht mehr der Parteivorsitzende sein, jedoch wurde gefordert, dass er am Tag der Einreichung seiner Kandidatur seiner Partei mindestens fünf Jahre angehören musste.
Für die Wahlen 2009 wurde die Verfassung wiederum geändert. Nun waren auch Parteivorsitzende berechtigt zu kandidieren, die mindestens zwei Jahre Vorsitzende ihrer Partei sein mussten. Dies schloss neuerlich Ahmed Néjib Chebbi aus, der davor gefordert hatte, die Notwendigkeit des Sammelns von Unterstützungserklärungen abzuschaffen.

#### Ablauf des Wahlkampfes und der Abstimmung
Gemäß der bis 2011 geltenden Verfassung musste die Wahl innerhalb der letzten 30 Tage der ablaufenden Amtszeit des Präsidenten abgehalten werden. Wenn im ersten Wahlgang kein Kandidat die absolute Mehrheit erhielt, traten die beiden Kandidaten mit dem größten Anteil der abgegebenen Stimmen in einer Stichwahl gegeneinander an, die zwei Wochen später durchgeführt werden musste.
Wenn es unmöglich war, eine Wahl in den geforderten Zeiträumen zu organisieren, sei es wegen Krieg oder akuter Bedrohung, so wurde das Mandat des amtierenden Präsidenten durch die Chambre des députés verlängert, bis es möglich war, eine Wahl abzuhalten.
Der Wahlkampf beginnt zwei Wochen vor dem Wahltermin und endet 24 Stunden davor.
Während des Wahlkampfes stand jedem der Kandidaten die gleiche Fläche für Werbeplakate zur Verfügung.
Es war den Kandidaten ebenfalls gestattet, den staatlichen Rundfunk für ihren Wahlkampf zu benutzen, wobei Anträge für Sendezeit innerhalb von fünf Tagen nach Bekanntgabe der Liste der Kandidaten durch den Verfassungsrat bei den für die Kontrolle der öffentlichen Rundfunkanstalten zuständigen Behörden einzureichen waren. Datum und Uhrzeit der Werbesendungen wurden nach Zufallsprinzip durch die Kontrollbehörden ermittelt, wobei innerhalb der zwei Wochen vor der Wahl jedem Kandidaten die gleiche Sendezeit zustand.
Am 7. November 2008 gab Präsident Ben Ali bekannt, dass der oberste Rundfunkrat die Sendungen der Kandidaten prüfen würde, um sicherzustellen, dass keine geltenden Gesetze verletzt würden, und die Ausstrahlung gegebenenfalls verhindern würde. Ein Kandidat hätte dagegen gerichtlich vorgehen können.
Jedem Kandidaten wurden per Dekret Beihilfen gewährt. Diese Wahlkampffinanzierung richtete sich in ihrer Höhe nach denen bei den Wahlen erreichten Stimmen.
Die Hälfte der Beihilfe wurde ausbezahlt, nachdem der Verfassungsrat die Kandidatur bestätigt hatte. Die zweite Hälfte wurde ausbezahlt, wenn der Kandidat landesweit mindestens 3 % der abgegebenen Stimmen auf sich für einigen konnte. Jeder Kandidat hatte das Recht, durch einen Delegierten in jedem Wahlbüro anwesend zu sein, um den Wahlablauf zu überwachen.

#### Bisherige Wahlgänge
Die ersten Präsidentschafts- und Parlamentswahlen fanden am 8. November 1959 statt.
Darauffolgende Wahlen wurden traditionell immer sonntags durchgeführt.
Bourguiba, der von seiner Aura als Anführer der Unabhängigkeitsbewegung profitierte, war bei allen Wahlen bis 1974 der einzige Kandidat. Er konnte jeweils 91 bis 99,85 Prozent der Stimmen auf sich vereinigen.
Am 10. September 1974 kündigte zum ersten Mal ein zweiter Bewerber um das Präsidentenamt seine Kandidatur an: Chedly Zouiten, Vorsitzender der Jeune chambre économique de Tunisie teilte in einer Pressemitteilung seine Entscheidung mit. Sie wurde jedoch umgehend von den Mitgliedern seiner Vereinigung verurteilt und die Wahlkommission berücksichtigte seine Kandidatur nicht.
Bourguiba ließ sich später zum Präsidenten auf Lebenszeit ernennen.
1987 übernahm Ben Ali in einem unblutigen Staatsstreich die Macht und ließ sich in den folgenden Präsidentschaftswahlen bestätigen, ohne jemals einen Gegenkandidaten mit Chancen zuzulassen. Erst 1994 kam es zu einem zweiten Versuch, einen Gegenkandidaten zum amtierenden Präsidenten aufzustellen. Moncef Marzouki, früherer Vorsitzender der tunesischen Menschenrechtsliga, konnte jedoch nicht die notwendige Anzahl von Unterstützungserklärungen sammeln. Er wurde später verhaftet
und durfte keinen Pass mehr erhalten.
In der Folge wurden Verfassungsgesetze verabschiedet, die Artikel 40 der Verfassung vorübergehend außer Kraft setzten, damit bei den Wahlen von 1999, 2004 und 2009 Gegenkandidaten ihre Bewerbung um das Amt beim Höchstgericht einreichen konnten.

Nach dem Rücktritt des bisherigen Präsidenten Ben Ali am 14. Januar 2011 sollte es bis April 2011 Neuwahlen für das Amt des Staatsoberhauptes geben, die so nicht erfolgt sind, da zuerst eine neue Verfassung ausgearbeitet werden sollte, die eine pluralistische Demokratie ermöglicht.
| Wahlgang         | Kandidat                | Ergebnis | Parteizugehörigkeit                           |
| ---------------- | ----------------------- | -------- | --------------------------------------------- |
| 8. November 1959 | Habib Bourguiba         | 91 %     | Néo-Destour                                   |
| 8. November 1964 | Habib Bourguiba         | 96 %     | Parti Socialiste Destourien (PSD)             |
| 2. November 1969 | Habib Bourguiba         | 99,76 %  | PSD                                           |
| 3. November 1974 | Habib Bourguiba         | 99,85 %  | PSD                                           |
| 2. April 1989    | Zine el-Abidine Ben Ali | 99,27 %  | Konstitutionelle Demokratische Sammlung (RCD) |
| 20. März 1994    | Zine el-Abidine Ben Ali | 99,91 %  | RCD                                           |
|                  |                         |          |                                               |
| 24. Oktober 1999 | Zine el-Abidine Ben Ali | 99,45 %  | RCD                                           |
| 24. Oktober 1999 | Mohamed Belhaj Amor     | 0,31 %   | Parti de l’Unité Populaire (PUP)              |
| 24. Oktober 1999 | Abderrahmane Tlili      | 0,23 %   | Union Démocratique Unioniste (UDU)            |
|                  |                         |          |                                               |
| 24. Oktober 2004 | Zine el-Abidine Ben Ali | 94,49 %  | RCD                                           |
| 24. Oktober 2004 | Mohamed Bouchiha        | 3,78 %   | PUP                                           |
| 24. Oktober 2004 | Mohamed Ali Halouani    | 0,95 %   | Mouvement Ettajdid                            |
| 24. Oktober 2004 | Mounir Béji             | 0,79 %   | Parti Social-Libéral (PSL)                    |
|                  |                         |          |                                               |
| 25. Oktober 2009 | Zine el-Abidine Ben Ali | 89,62 %  | RCD                                           |
| 25. Oktober 2009 | Mohamed Bouchiha        | 5,01 %   | PUP                                           |
| 25. Oktober 2009 | Ahmed Inoubli           | 3,80 %   | UDU                                           |
| 25. Oktober 2009 | Ahmed Brahim            | 1,57 %   | Mouvement Ettajdid                            |

#### Kritik an der Gesetzgebung
Kritik an den bis 2011 geltenden Wahlgesetzen wurde sowohl von der tunesischen Opposition als auch von der internationalen Presse geübt. Der Amtsinhaber verfügte in der Regel über eine starke Wählerbasis, hatte die Unterstützung der Verwaltung und konnte deshalb über größere personelle und finanzielle Ressourcen verfügen als seine Mitbewerber. Die Opposition bestand aus Parteien, die häufigen internen Krisen ausgesetzt waren und Schwierigkeiten hatten, ein glaubwürdiges Programm aufzustellen.
Die restriktiven und sich häufig ändernden Voraussetzungen für die Kandidatur verhinderten, dass sich in der Opposition eine Führungspersönlichkeit herausbilden konnte. Die erste in Ansätzen pluralistischen Präsidentschaftswahlen in der Geschichte Tunesiens fand somit erst im Jahr 1999 statt. Von der ausländischen Presse wurde damals kritisiert, dass die beiden Gegenkandidaten Mohamed Belhaj Amor und Abderrahmane Tlili ihre Unterstützung für die Politik von Präsident Ben Ali ausgedrückt hatten.
Die in der Vergangenheit durchgeführten Reformen haben somit den Einfluss des Amtsinhabers auf die Präsidentschaftswahlen nicht verringert. Die Wahlen haben in der Geschichte Tunesiens für die Machtelite nie eine Herausforderung dargestellt.
Da die Machthabenden ein De-facto-Monopol über die Medien hatten, waren die Wahlkämpfe sehr unausgewogen.
Die Kandidaten hatten zwar die gleiche Sendezeit für ihre Werbespots, ansonsten wurden die staatlichen Medien von ausgiebiger Berichterstattung über die Politik der Regierung und die Aktivitäten des Präsidenten dominiert.
Es war den Kandidaten strengstens verboten, Wahlkampf in den privaten oder ausländischen Massenmedien zu führen. Ein Verstoß gegen dieses Verbot hätte eine Strafe von 25.000 Dinar nach sich gezogen.
Politische Fernsehdebatten waren in Tunesien unbekannt und wenn über die Wahlen im tunesischen Fernsehen berichtet wurde, bestand die Berichterstattung vor allem aus der Aufforderung, an der Wahl teilzunehmen.
Weiterhin stellte die Größe der Wahlbezirke sowie die Anzahl der Wahllokale eine Hürde für die Herausforderer bei der Wahl dar. In der Regel hatte nur der Amtsinhaber die Mittel, um einen wirklichen Wahlkampf zu führen, gleichzeitig machte es die hohe Anzahl der Wahllokale fast unmöglich, eine effektive Kontrolle des Wahlganges durchzuführen.

### Amtszeit

#### Liste der Präsidenten der Tunesischen Republik
Folgende Personen bekleideten bisher das Präsidentenamt:
| # | Bild             | Name                               | Amtsantritt       | Amtsaustritt      | Partei                                       |
| - | ---------------- | ---------------------------------- | ----------------- | ----------------- | -------------------------------------------- |
| 1 |                  | Habib Bourguiba                    | 25. Juli 1957     | 22. Oktober 1964  | Neo-Destur                                   |
| 1 | 22. Oktober 1964 | Habib Bourguiba                    | 7. November 1987  | PSD               |                                              |
| 2 |                  | Zine el-Abidine Ben Ali            | 7. November 1987  | 27. Februar 1988  | PSD                                          |
| 2 | 27. Februar 1988 | Zine el-Abidine Ben Ali            | 14. Januar 2011   | RCD               |                                              |
| – |                  | Mohamed Ghannouchi (kommissarisch) | 14. Januar 2011   | 15. Januar 2011   | RCD                                          |
| 3 |                  | Fouad Mebazaa (interim)            | 15. Januar 2011   | 18. Januar 2011   | RCD                                          |
| 3 | 18. Januar 2011  | Fouad Mebazaa (interim)            | 12. Dezember 2011 | Parteilos         |                                              |
| 4 |                  | Moncef Marzouki (interim)          | 12. Dezember 2011 | 31. Dezember 2014 | CPR                                          |
| 5 |                  | Beji Caid Essebsi                  | 31. Dezember 2014 | 25. Juli 2019     | parteilos (bis zum Amtsantritt Nidaa Tounes) |
| 6 |                  | Mohamed Ennaceur (interim)         | 25. Juli 2019     | 23. Oktober 2019  | Nidaa Tounes                                 |
| 7 |                  | Kais Saied                         | 23. Oktober 2019  | amtierend         | parteilos                                    |

#### Vereidigung
Die Vereidigung des Präsidenten fand bis 2011 vor dem Parlament, dessen zwei Kammern sich aus diesem Anlass zu einer gemeinsamen Sitzung einfanden, statt. Hierbei lautete der Eid, den der Präsident ablegen musste, wie folgt: Ich schwöre bei Gott dem Allmächtigen, die Unabhängigkeit des Vaterlands und die Unverletzlichkeit seines Territoriums zu wahren, die Verfassung und seine Gesetzgebung zu achten und gewissenhaft die Interessen der Nation zu verfolgen.

#### Begrenzung der Amtszeiten

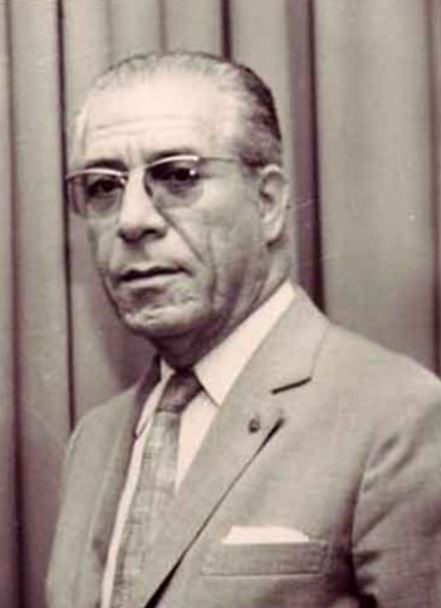
Hédi Nouira, Premierminister unter Habib Bourguiba

Der Präsident wurde laut der bis 2011 geltenden Verfassung für eine Amtszeit von fünf Jahren in allgemeinen, freien, direkten und geheimen Wahlen mit absoluter Mehrheit der abgegebenen Stimmen gewählt. Der amtierende Präsident konnte wiedergewählt werden, wobei die Anzahl der Wiederwahlen in der zuletzt geltenden Fassung der Verfassung unbegrenzt war.
Gemäß Artikel 40 der 1959 verabschiedeten Verfassung durfte der Präsident nur dreimal wiedergewählt werden, was die Anzahl der Amtszeiten auf vier aufeinanderfolgende Mandate beschränkte.
Der erste Amtsinhaber Habib Bourguiba war 1974 schon viermal gewählt. Im September 1974 genehmigte der neunte Parteikongress des Parti Socialiste Destourien das Ansuchen Bourguibas nach Präsidentschaft auf Lebenszeit. Am 18. März 1975 verabschiedete das Parlament das Verfassungsgesetz Nr. 75-13, welches Absatz 2 von Artikel 40 ausnahmsweise und unter Betrachtname der herausragenden Verdienste des obersten Kämpfers Habib Bourguiba, der das tunesische Volk vom Joch des Kolonialismus befreit und eine moderne, souveräne Nation gegründet hat, änderte.
Artikel 51 (der spätere Artikel 57) wurde ebenfalls geändert, so dass der Premierminister bei Abwesenheit des Präsidenten seine Funktionen übernahm.
1976 ließ Premierminister Hédi Nouira Artikel 39, Absatz 3, der mit dem Gesetz von 1975 nicht abgeschafft, sondern nur ausgesetzt war, so ändern, dass das Mandat unbegrenzt sei.
Nach seiner Machtergreifung 1987 versprach Zine el-Abidine Ben Ali, die republikanische Idee und den Glauben an ihre Institutionen wiederherzustellen.
Mit dem Gesetz vom 25. Juli 1988 wurden die Art. 57 und 40 dahingehend geändert, dass die Anzahl der Amtszeiten auf drei, anstelle von vier begrenzt wurde. Nachdem Ben Ali, wie vorher Bourguiba, die höchste Zahl der möglichen Amtszeiten ausgeschöpft hatte, wurde mit der Verfassungsänderung vom 26. Mai 2002 erneut das unbegrenzte Mandat eingeführt,
wie es vorher schon einmal von Hédi Nouira getan worden war. Gleichzeitig wurde das maximale Alter des Kandidaten auf 75 Jahre hinaufgesetzt. Dieser Schritt wurde als Auslieferung der Verfassung an die Zufälle der Biologie, als Zugrabetragen der Republik oder als verschleierter Putsch kritisiert.

#### Nachfolgeregelung

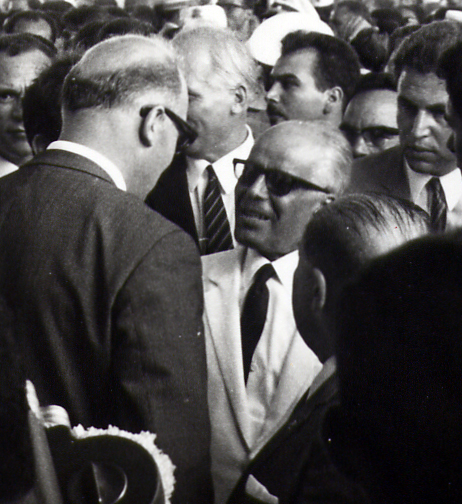
Bourguiba auf Besuch in Mahdia, 11. August 1967

Für den Fall, dass das Präsidentenamt vakant wurde, war Paragraph 51 der Verfassung ursprünglich dahingehend formuliert, dass die Regierung eines ihrer Mitglieder auswählte, um die Funktion des Präsidenten zeitweilig anzunehmen.
Sie hatte die Wahl ohne Verzug dem Vorsitzenden des Parlaments mitzuteilen. Innerhalb von fünf Wochen sollte ein neuer Präsident für die restliche Laufzeit der Amtszeit bestimmt werden. Präsident Bourguiba widersetzte sich dieser Formulierung, weil sie ihm nicht erlaubt hätte, seinen Nachfolger selbst zu wählen.
Das Problem einer Nachfolge wurde nach einem Herzinfarkt des Präsidenten am 14. März 1967 besonders eminent.
Am 29. November 1969 wurde schließlich ein Verfassungsgesetz beschlossen, welches Artikel 51 so änderte, dass der Premierminister automatisch das Amt des Präsidenten übernehmen solle, wenn dieser verhindert war.
Im Juni 1970 beauftragte Bourguiba eine Kommission seiner Parti Socialiste Destourien, mehrere Szenarien für die automatische Nachfolge im Amt des Staatsoberhauptes auszuarbeiten.
Aus den Optionen automatische Nachfolge durch den Premierminister, durch den Parlamentspräsidenten oder einen zu wählenden Vizepräsidenten blieb man bei der ersten Lösung. Die Verfassung sah nun vor, dass das Amt durch Tod oder Rücktritt des Präsidenten, aber auch durch unbedingte Verhinderung vakant werden könne. Eine Definition, welches Organ die unbedingte Verhinderung feststellen dürfe, fehlte aber.
Diese Lücke machte sich 1987 der damalige Premierminister Ben Ali zunutze, indem er den Präsidenten für amtsunfähig erklärte und sich dabei auf ein Kollegium von Ärzten stützte, die eigens zu diesem Zweck ausgewählt worden waren.
Seit der Machtübernahme durch Ben Ali konnte der Präsident bei vorübergehender Amtsverhinderung per Dekret seine Kompetenzen an den Premierminister übertragen, mit Ausnahme des Rechts, das Parlament aufzulösen. Die Regierung konnte dann bis zum Ende der Amtsverhinderung nicht durch ein Misstrauensvotum gestürzt werden. Bei dauerhafter Amtsverhinderung, sei es aufgrund von Tod, Rücktritt oder unbedingter Verhinderung war es zunächst Aufgabe des Verfassungsrates, unverzüglich zusammenzukommen und die unbedingte Verhinderung mit einfacher Mehrheit zu bestätigen. Danach wurde der Vorsitzende der Chambre des députés für eine Periode von 45 bis 60 Tagen mit der Funktion des Staatspräsidenten beauftragt. Wenn die Chambre des députés aufgelöst wurde, wanderte das Amt an den Vorsitzenden der Chambre des conseillers weiter. Der Interimspräsident wurde auf die gleiche Weise vereidigt wie ein gewählter Präsident, durfte bei der folgenden Präsidentschaftswahl jedoch nicht antreten, auch wenn er vorher seinen Rücktritt einreichte. Der Interimspräsident hatte nicht die Vollmacht, Referenden anzustrengen, die Chambre des députés aufzulösen, Sondermaßnahmen gemäß Artikel 46 der Verfassung zu ergreifen oder die Regierung zu entlassen. Während der Amtszeit eines Interimspräsidenten durfte die Verfassung nicht geändert werden und es durfte kein Misstrauensvotum gegen die Regierung lanciert werden.
Nach dem Sturz des bisherigen Machthabers Ben Ali im Januar 2011 wurde diese Bestimmung angewandt: der Vorsitzende der Abgeordnetenkammer Fouad Mebazaa übernahm das vakante Amt vorübergehend bis zur Bestimmung eines Interimspräsidenten durch die verfassunggebende Versammlung im Dezember 2011.

### Funktionen und Vollmachten
Die Verfassungsänderungen der Jahre 1988 und 1997 erweiterten die Macht des Präsidenten auf Kosten jener des Premierministers, wie die Verfügungsgewalt über Verwaltung und Sicherheitskräfte, wie auch der Legislative. Fortan verfügte der Präsident über weitreichendste Kompetenzen, während die Legislative auf jene Rechte beschränkt war, die ihr Artikel 35 der Verfassung einräumte.
Von 2002 an war es auch nicht mehr notwendig, dass die Legislative Abkommen ratifizierte, die den Präsidenten begünstigten, mit Ausnahme einiger Fälle, die in Artikel 32 aufgezählt wurden. Die Verfassungsänderungen schwächten auch das Unterhaus Chambre des députés gegenüber dem Oberhaus Chambre des conseillers, wobei letzteres nur indirekt gewählt wurde und ein Drittel seiner Abgeordneten vom Präsidenten bestimmt wurde. Demzufolge gingen fast alle Gesetzesinitiativen vom Präsidenten, also der vollziehenden Gewalt, aus, der somit der eigentliche Gesetzgeber des Landes war.

#### Exekutive Vollmachten
Artikel 38 der bis 2011 geltenden Verfassung verlieh dem Präsidenten Exekutivvollmachten und die Rolle des Staatsoberhauptes. Artikel 37 stellte ihm eine Regierung, die vom Premierminister geführt wurde, an die Seite. Artikel 50 gab ihm das Recht, den Premierminister zu ernennen und zu entlassen. Regierungsmitglieder ernannte er auf Vorschlag des Premierministers. Der Präsident hatte das Recht, die Regierung auf eigene Initiative oder auf Vorschlag des Premierministers aufzulösen oder eines ihrer Mitglieder zu entlassen, ohne Mitspracherecht des Parlaments.
Artikel 49 räumt ihm das Recht ein, die Grundlinien der Politik des Staates und seiner Grundlagen zu definieren, darüber musste er das Abgeordnetenhaus informieren. Er führte den Vorsitz des Ministerrates und nahm, gemäß Artikel 44, die Rolle des Oberbefehlshabers der Streitkräfte ein. Der Präsident konnte die Chambre des députés im Falle zweier Misstrauensvoten während der gleichen Legislaturperiode auflösen. Wenn er als neugewählter Präsident das vakante Präsidentenamt übernahm, hatte er ebenfalls das Recht, die Chambre des députés aufzulösen (Artikel 63).
Gemäß Artikel 41 der Verfassung war der Präsident der Garant der Unabhängigkeit, der Unverletzlichkeit des Territoriums und der Achtung der Verfassung und der Gesetze. Gemäß Artikel 48 schloss er im Namen der Republik Verträge und stellte ihre Umsetzung sicher. Er erklärte Krieg und schloss Frieden, jeweils nach Genehmigung des Parlaments. Er überwachte die ordnungsgemäße Arbeit der verfassungsmäßigen Organe und stellte die Kontinuität des Staates sicher.
Artikel 46 gab ihm das Recht, sich Sondervollmachten im Falle von unmittelbarer Gefahr für die Institutionen der Republik, der Sicherheit und der Unabhängigkeit des Landes oder bei Beeinträchtigung die ordnungsgemäßen Funktion der Staatsorgane zu genehmigen. Der gleiche Artikel gab ihm das Recht, nach Absprache mit dem Premierminister und den Präsidenten der beiden Parlamentskammern Sondermaßnahmen zu ergreifen, bis die Umstände, die die Maßnahme notwendig gemacht hatten, gebannt sind. Während der Gültigkeit der Sondervollmachten war es ihm jedoch nicht gestattet, die Chambre des députés aufzulösen, gleichzeitig konnte gegen die Regierung keine Misstrauensanträge eingebracht werden.
Art. 53 gab dem Präsidenten die Rolle des Wächters über die Anwendung des Rechtes und ein allgemeines Weisungsrecht, wovon er jedoch einen Teil an den Premierminister abtreten konnte. Schließlich hatte er das Recht, Verurteilte zu begnadigen.

#### Legislative Vollmachten
Die tunesische Verfassung schuf eine präsidentielle Regierungsform, die die Macht bei der Exekutive bündelte. Der Präsident teilte das Initiativrecht mit dem Parlament. Gesetzesprojekte des Präsidenten hatten gemäß Artikel 26 der Verfassung Vorrang gegenüber jenen des Parlaments; darüber hinaus konnte der Präsident in die Gesetzgebung mit Gesetzesdekreten eingreifen.
Gesetze wurden vom Präsidenten verlautbart. Sein Büro übernahm die zeitgemäße Verlautbarung im Journal officiel de la République tunisienne, was innerhalb von zwei Wochen nach Erhalt des Gesetzestexts vom Vorsitzenden einer der beiden Parlamentskammern geschehen musste.
Der Präsident hatte jedoch das Recht, Gesetzesvorlagen innerhalb dieser Frist ganz oder teilweise an das Parlament zu einer zweiten Lesung zurückzusenden. Wenn es dann mit Zweidrittelmehrheit beschlossen wurde, musste es innerhalb von zwei Wochen verlautbart und veröffentlicht werden. Weiterhin konnte der Präsident den Verfassungsrat anrufen und, gestützt auf das Urteil desselben, Gesetze oder Teile davon dem Parlament zur Neuabstimmung zurückschicken.
Die geänderten und mit den in Artikel 28 geforderten Mehrheiten
beschlossenen Gesetze mussten wiederum innerhalb der genannten Frist verlautbart und veröffentlicht werden.

#### Judikative Vollmachten
Der Präsident ernannte die Richter und war gemäß Artikel 66 der Verfassung der Vorsitzende der Obersten Richterschaft.
Dieser Umstand begründete die Abhängigkeit der Justiz von der Exekutive und der Staatsanwaltschaft. Die Richter waren kündbar und konnten somit vom Präsidenten ausgewechselt werden.
Der Präsident war gleichzeitig der einzige, der den Verfassungsrat anrufen durfte.
Am 14. Juli 2001 schrieb Staatsanwalt Mokhtar Yahyaoui, Verwandter von Zouhair Yahyaoui, dem Gründer der Webseite Tunezine,
einen offenen Brief an Präsident Ben Ali, in dem er die fehlende Unabhängigkeit der Justiz beklagte und den Präsidenten aufforderte, die von der Exekutive ausgeübte Kontrolle zu beenden.
Er beklagte seine Enttäuschung angesichts der schlechten Zustände im Justizsystem Tunesiens, in welchem die Justizbehörden und die Richter an der Ausübung ihrer verfassungsmäßigen Vollmachten gehindert würden.
Obwohl diesem offenen Brief im Ausland viel Beachtung geschenkt wurde, bedeutete er für Yahyaoui die Absetzung und den Verlust seines Einkommens.
Er wurde am 29. Dezember des gleichen Jahres durch einen Disziplinarausschuss, der ihm Verfehlungen im Nachkommen seiner beruflichen Pflichten vorwarf, endgültig seines Amtes enthoben.

#### Nominierungsrecht
Artikel 55 der Verfassung räumte dem Präsidenten das Recht ein, neben dem Premierminister und den Regierungsmitgliedern hohe zivile und militärische Beamte zu ernennen. Er tat dies auf Vorschlag der Regierung und konnte diese Funktion für gewisse Positionen an den Premierminister delegieren. Der Präsident akkreditierte gemäß Artikel 45 diplomatische Vertreter im Ausland und ausländische diplomatische Vertreter in Tunesien.

#### Initiativrecht
Artikel 47, der mit der Verfassungsänderung von 1997 eingeführt wurde, gab dem Präsidenten das Recht, dem Volk direkt und ohne Genehmigung des Parlamentes einen Gesetzestext zur Abstimmung vorzulegen, wenn er von nationaler Wichtigkeit war oder höhere Interessen des Staates betraf. Die einzige Beschränkung war, dass der Gesetzesvorschlag im Einklang mit der Verfassung zu sein hatte, er brauchte jedoch nicht die Zustimmung vom Verfassungsrat. Wenn der Volksentscheid den Gesetzesvorschlag billigte, musste ihn der Präsident innerhalb von 15 Tagen nach Veröffentlichung des Abstimmungsergebnisses als Gesetz verkünden.
Der Präsident durfte ebenfalls Verfassungsänderungen, die vom Parlament genehmigt wurden, dem Volk zur Abstimmung vorlegen (Artikel 76).

### Büro des Präsidenten
Das Büro des Präsidenten unterstützte das Staatsoberhaupt bei der Erfüllung seiner Aufgaben. Es bestand aus den folgenden Abteilungen:
| - Büroleitung - Wirtschaftsabteilung - Informationsabteilung (Sprecher des Präsidenten) - Abteilung für Sozialwesen | - Rechtsabteilung - Menschenrechtsabteilung - Diplomatische Abteilung - Bildungsabteilung - Abteilung für Politik | - Abteilung für Kultur und Jugend - Protokulardienst - Ordnungs-, Informations- und Dokumentationsdienste - allgemeine Dienste |

Folgende Institutionen waren dem Präsidenten Tunesiens direkt zugeordnet:
- der Verwaltungsmediator
- das Oberste Komitee der Menschen- und Grundrechte (Comité supérieur des droits de l’homme et des libertés fondamentales)
- das Institut für strategische Studien (Institut tunisien des études stratégiques)
- das Oberste Komitee für Verwaltungs- und Finanzkontrolle (Haut comité du contrôle administratif et financier)
- der Nationale Solidaritätsfonds

Bourguiba überließ den Vorsitz des Ministerrates in der Regel dem Premierminister. Er weigerte sich auch, Präsidentenberater zu engagieren und arbeitete anstelle dessen lieber mit den Ministern. Sein Nachfolger Ben Ali hingegen hielt häufige Ministerräte in kleinem Rahmen ab und stützte sich auf seine zahlreichen Konsultativorgane.

### Immunität
Der tunesische Staatschef war mit der Verfassungsänderung von 1997 von jeder Verantwortlichkeit befreit. Konflikte mit Regierung oder Parlament konnte er dadurch lösen, dass er die Regierung entließ oder das Parlament auflöste (Artikel 63). Ab 2002 war der Präsident auch gegen jegliche Strafverfolgung geschützt. Diese galt auch nach Ablauf seiner Amtszeit für alle im Zusammenhang mit seiner Amtsführung zusammenhängenden Tätigkeiten.
Die Regelung schloss nicht absolut aus, dass der Präsident der Justiz ausgeliefert werden könne. Es lag am Richter zu entscheiden, ob seine Handlungen privater oder öffentlicher Natur waren und ob sie in Zusammenhang mit seinen Funktionen als Präsident standen. Der Oberste Gerichtshof durfte nur über Regierungsmitglieder im Fall von Hochverrat urteilen (Artikel 68 der Verfassung), jedoch, trotz Diskussionen in der Gründungsversammlung der Republik 1956–1959, nicht über den Präsidenten. Die Frage des Amtsmissbrauches zur persönlichen Bereicherung wurde in der verfassungsgebenden Versammlung zwar diskutiert, die Verfassung enthielt aber keine Regelung bezüglich des möglichen Machtmissbrauches seitens des Präsidenten oder der Regierung.
Ab September 2005 gab es ein Gesetz über die Versorgung der Präsidenten nach Niederlegung ihrer Funktionen und ihrer Familien im Falle des Ablebens. Präsidenten a. D. erhielten damit eine Leibrente, die seinem Einkommen als Präsident entsprach, inklusive Residenz, Personal und Gesundheitsversorgung.
Diese Leistung standen nach dem Ableben des Präsidenten auch seiner Frau und seinen Kindern bis zum 25. Lebensjahr zu.

## Sitz des Präsidenten
Verfassungsgemäß ist der Sitz des Präsidenten in Tunis oder seiner Umgebung. Der von den Präsidenten der tunesischen Republik genutzte Präsidentenpalast befindet sich im modernen Vorort Karthago. In außergewöhnlichen Umständen erlaubte es die Verfassung bis 2011, den Präsidentensitz vorübergehend an einen anderen Ort Tunesiens zu verlagern. So wurde unter Bourguiba ein zweiter Präsidentenpalast in Monastir gebaut, der heute Eigentum des tunesischen Staates, und nicht der Familie Bourguiba, ist.